# Ніоркань
Ніоркань (рум. Niorcani) — село в Молдові у Сороцькому районі. Входить до складу комуни, адміністративним центром якої є село Тетереука-Веке.
| Молдова | Це незавершена стаття з географії Молдови. Ви можете допомогти проєкту, виправивши або дописавши її. |

1. ↑  Nicu V. Localitățile Moldovei în documente și cărți vechi: Îndreptar bibliografic. Volumul 2: M-Z — Chișinău: Universitas, 1991. — С. 1830. — 434 с. — ISBN 5-362-00842-0